# Çetin Özaçıkgöz
 (août 2015).
Çetin Özaçıkgöz, né en 1943 à Istanbul, est un avocat et homme politique turc, dirigeant du Parti de la juste voie (DYP) de Turquie. Özaçıkgöz a rétabli le Parti de la juste voie 2007 après que ce dernier ait été renommé en « Parti démocrate » (DP).

## Biographie et carrière
Özaçıkgöz est diplômé de la Faculté de droit de l'université d'Ankara.
En 1964, Özaçıkgöz travaille pour le magazine Yeni Çığır, avant de devenir président de la jeunesse du Parti de la justice (AP) de la province de Bolu en 1968. L'année suivante, il déménage à Ankara, la capitale, et travaille au siège du Parti de la justice, se penchant notamment sur les problèmes liés aux élections en Turquie. Il devient ensuite dirigeant des relations publiques du Ministère des Travaux publics en 1970. Il occupe ce poste pendant un an jusqu'en 1971, après quoi il devient président de la section Jeunesse du parti jusqu'en 1974. Entre 1975 et 1977, il devient conseiller en affaires parlementaires et en affaires de la presse auprès du Ministère des Transports.
En 2000, Özaçıkgöz participe à des conférences bihebdomadaires dans la maison de Süleyman Demirel, durant lesquelles ont été abordés différents problèmes intérieurs et internationaux de la Turquie. Parlant anglais et allemand, il a également participé à des recherches sur les partis politiques, les parlements et les gouvernements locaux d'Allemagne, de Suisse et d'Autriche et a écrit deux livres. Ayant été avocat actif entre 1990 et 1999, Özaçıkgöz exerce toujours cette profession à Ankara.

### Rétablissement du DYP
En 2007, le Parti de la juste voie (DYP) prend le nom de Parti démocrate en fusionnant avec le Parti de la mère patrie (ANAP). Özaçıkgöz rétablit ensuite le Parti de la juste voie le 28 mai 2007 avec Mahmut Dayangaç et Cihat Yenidoğan. Il est réélu à la tête du nouveau parti lors des première et seconde conventions ordinaires. Özaçıkgöz dénonce par la suite les élections législatives de 2011 et de juin 2015, bien que son parti manque de peu le seuil électoral des 10 % requis pour être représenté au parlement lors des deux élections.
Lors du coup d'État du 12 septembre 1980, sa femme Yüksel Özaçıkgöz est secrétaire de Süleyman Demirel.

## Vie privée
Çetin Özaçıkgöz est marié avec Yüksel Özaçıkgöz, avec qui il a deux enfants.